# 붉은나무쌀쥐
붉은나무쌀쥐(Oecomys rutilus)는 비단털쥐과 나무쌀쥐속에 속하는 남아메리카 설치류이다. 가이아나와 수리남, 프랑스령 기아나에서 발견되며, 인근 브라질과 베네수엘라에서도 서식하는 것으로 추정된다.